# Imogene Coca
Imogene Coca est une actrice, danseuse, chanteuse, animatrice de télévision, productrice et humoriste américaine née le 18 novembre 1908 à Philadelphie en Pennsylvanie et morte le 2 juin 2001 à Westport au Connecticut. Elle est connue pour avoir animé le show télévisé hebdomadaire Your Show of Shows (en) avec Sid Caesar.

## Biographie

### Jeunesse et formation
Imogene Fernandez de Coca, est la fille de José (Joe) Fernandez de Coca, un chef d'orchestre et violoniste, et de Sadie Brady Coca, une danseuse qui "disparaissait" chaque nuit dans un tour de prestidigitateur.  Coca commence à apprendre le piano à l'âge de 5 ans,  puis elle suit des cours de chant à 6 ans et à 8 ans a commencé à apprendre la danse classique. À 13 ans, elle fait ses débuts dans la vaudeville en chantant "O, by Gee, by Gosh, by Golly, I'm in Love" au Dixie Theatre de Manayunk, Philadelphia (en),,.

### Carrière
En 1949, elle perce à la télévision en animant deux émissions Admiral Broadway Revue (en) et Your Show of Shows, jusqu'en 1954, avec Sid Caesar, son audience atteint les 25 millions de téléspectateurs.
À la fin de l'année 1954, Sid et elle décide de suivre leurs propres voies, après avoir animé pour saison l'Imogene Coca Show, en 1955, elle retourne sur la scène de Broadway pour jouer dans la comédie musicale Janus,,.

### Vie privée
Le 7 janvier 1935, elle épouse le musicien Robert Baird Burton, ce dernier meurt le 17 juin 1955.
Le 17 octobre 1960, elle épouse l'acteur et réalisateur King Donovan, qui meurt des suites d'un cancer le 30 juin 1987.
Imogene Coca meurt chez elle à Westport, après sa crémation, ses cendres ont été dispersées.

## Filmographie

### Cinéma
- 1941 : They Meet Again : Lulu Ford
- 1963 : Promises... Promises ! : la femme sous le sèche-cheveux
- 1963 : Oui ou non avant le mariage ? (Under the Yum Yum Tree) de David Swift : Dorkus Murphy
- 1973 : Ten from Your Show of Shows
- 1978 : Rabbit Test : Mme Marie
- 1983 : Bonjour les vacances... : Tante Edna
- 1984 : Nothing Lasts Forever (en) : Daisy Shackman
- 1985 : Papa Was a Preacher : Missy B
- 1987 : Buy and Cell : la mère de Reggie et Head Ceo
- 1996 : Hollywood: The Movie : Roxy

### Télévision
- 1948 : Buzzy Wuzzy
- 1950-1954 : Your Show of Shows (139 épisodes)
- 1954 : The Imogene Coca Show : Betty Crane
- 1956 : As the World Turns : Alice Hammond
- 1956 : Playhouse 90 : Elsa Meredith (1 épisode)
- 1957 : General Electric Theater : Virginia Odell (1 épisode)
- 1963-1964 : Grindl : Grindl (32 épisodes)
- 1966-1967 : It's About Time : Shad, Shag et Krek (26 épisodes)
- 1968 : One Life to Live : Gladys Mason
- 1971 : Ma sorcière bien-aimée : Mary (2 épisodes)
- 1970-1972 : Love, American Style : Netta Clark (2 épisodes)
- 1971 : Night Gallery : la femme (1 épisode)
- 1972 : The Brady Bunch : Tante Jenny (1 épisode)
- 1985 : Alice au pays des merveilles (Alice in Wonderland) : la cuisinière
- 1994 : Garfield et ses amis (3 épisodes)

## Théâtre  (comédies et revues musicales)
- 1925 : When You Smile de Tom Johnstone et Phil Cook,
- 1930 : Garrick Gaieties,
- 1931 : Shoot the Works,
- 1932-1933 : Flying Colors, d'Arthur Schwartz et Howard Dietz,
- 1934 : New Faces of 1934,
- 1935 : Fools Rush In,
- 1936 : New Faces of 1936,
- 1938 : Who's Who,
- 1939 : The Straw Hat Revue, de James Shelton et Sylvia Fine,
- 1940 : All in Fun,
- 1945 : Concert Varieties, de Harl McDonald (en) et Paquita Anderson,
- 1955-1956 : Janus, de Carolyn Green,
- 1958-1959 : The Girls in 509, de Howard Teichmann, Mimsy[10],
- 1978-1979 : On the Twentieth Century (en), de Betty Comden, Adolph Green et Cy Coleman, Letitia Primrose[11].